# Палковице
Палковице (чеш. Palkovice) је насељено мјесто са административним статусом сеоске општине (чеш. obec) у округу Фридек-Мистек, у Моравско-Шлеском крају, Чешка Република.

## Становништво
Према подацима о броју становника из 2014. године насеље је имало 3.218 становника.